# Stade Alberto-Corazza
 (février 2024).
Si vous disposez d'ouvrages ou d'articles de référence ou si vous connaissez des sites web de qualité traitant du thème abordé ici, merci de compléter l'article en donnant les références utiles à sa vérifiabilité et en les liant à la section « Notes et références ».
Le stade Alberto-Corazza est un stade de football situé à Meaux.
Il porte le nom d'un ancien joueur professionnel ayant terminé sa carrière au CS Meaux.
Il accueille les rencontres à domicile du club de football de CS Meaux. Sa capacité est actuellement de 2 000 places, classifié catégorie E3 par la Fédération française de football.

## Histoire
Cette enceinte est assez vétuste. Des projets de restauration sont en cours d'étude et de réflexion.
Le record d'affluence fut atteint lors de la Coupe de France de football 1985-1986 et du 16e de finale contre le RC Strasbourg avec plus de 5 000 spectateurs. Une tribune provisoire avait été construite pour l'occasion.
Lors de la Coupe de France 2012-2013, le stade voit la victoire du CS Meaux Academy 1-0 face au Stade Portelois en 32e de finale, la rencontre se déroule devant 2 250 spectateurs. Pour le tour suivant, la FFF refuse que la rencontre face à l'équipe de Ligue 1, l'AS Saint-Étienne se déroule dans le stade en raison de la taille trop petite de la tribune.
Le complexe sportif comprend trois stades engazonnés et deux stades en gazon synthétique, dont le dernier a été inauguré en 2023.